# .af
.af és l'actual domini de primer nivell territorial (ccTLD) de l'Afganistan. És administrat per AFGNIC, un servei de l'UNDP. A partir del 26 d'agost de 2020, .af era utilitzat per 5.960 dominis.
El registre es fa directament a segon nivell, o en tercer nivell sota diversos subdominis categoritzats de segon nivell. Els dominis de tercer nivell tenen restriccions segons el domini de segon nivell de què depenen. El registre en segon nivell no està restringit, però és més car. Tot els preus són més cars per a registradors internacionals.
El domini .af es va delegar a Abdul Razeeq el 1997, un any després que els combatents talibans haguessin capturat Kabul i fundades l'Emirat Islàmic de l'Afganistan. NetNames de Londres va mantenir inicialment el domini després d'un acord amb la IANA. Razeeq va desaparèixer més tard, aturant alguns serveis. El domini va ser reobert el 10 de març de 2003, com un programa conjunt entre el PNUD i el Ministeri de Comunicacions afganès.
Amb la caiguda de l'Afganistan, el domini .af va passar sota el control del règim talibà ressorgit, amb la ICANN dient que "difereix la presa de decisions a l'interior del país".

## Registres de segon nivell
- com.af - Entitats comercials (Amb llicència de comerç o autorització de negoci o aprovació del Ministeri de Comerç.)
- edu.af - Institucions educatives
- gov.af - Agències i govern
- net.af - Proveïdors d'accés a xarxa
- org.af - Entitats no comercials
- law.af
- tv.af
- music.af
- hotel.af
- bank.af
- media.af[6]